# Roupala
- Commons
- Wikispecies

Roupala é um género botânico pertencente à família Proteaceae.
Gênero exclusivamente neotropical, amplamente distribuído, encontrado desde o sul do México, pela América Central, até a Bolívia, argentina e região sul do Brasil.
Pertencem ao gênero 33 espécies. No Brasil estão registradas 18 espécies

## Espécies
- Roupala asplenioides Sleumer
- Roupala caparoensis Sleumer
- Roupala brachybotrys, I.M. Johnst.
- Roupala loxensis, I.M. Johnst.
- Roupala pinnata, (Ruiz Lopez & Pavon) Diels
- Roupala sphenophyllum, Diels ex Skinner
- Roupala montana, Aubl.